# 좌관
좌관(左悺, ? ~ 165년)은 후한 후기의 환관으로, 하남윤 평음현(平陰縣) 사람이다.

## 생애
환제 때 소황문사(小黃門史)가 되었다.
이때 권신 양기는 아버지 양상의 뒤를 이어 대장군이 되고, 두 여동생을 환제에게 시집 보내 외척으로서 권세를 휘둘렀다. 또 태위 이고·두교를 죽였고, 양황후 또한 많은 비빈을 독살하였다. 대신들은 가만히 있을 수밖에 없었고, 환제 또한 불만을 품었지만 폐위될 것을 염려하여 본심을 숨겼다.
연희 2년(159년) 7월, 양황후가 죽었다. 환제는 몰래 당형을 불러 양씨 일족과 척을 진 측근이 있는지 물었고, 당형은 선초·좌관·서황·구원을 추천하였다. 환제는 선초 등 다섯 명을 불러들여 양씨 일족을 주멸할 계획을 모의하였고, 선초의 팔꿈치를 깨물어 흘린 피로 맹약을 맺는 의식을 열었다.
8월, 사례교위 장표(張彪)가 양기의 저택을 포위하였다. 양기 부부는 스스로 목숨을 끊었고, 선초가 양씨 일족을 잡아들여 모두 주살하였다. 좌관은 중상시로 승진하고 상채후(上蔡侯)에 봉해졌고, 당형·선초·서황·구원 모두 좌관과 같은 날에 열후에 봉해져 '오후'(五侯)라고 일컬어졌다. 비록 양씨 일족을 몰아냈으나 환관들이 정권을 장악하여, 조정은 더욱 혼란스러워졌다.
연희 8년(165년), 환제의 명을 받들어 고현(苦縣)에서 노자의 제사를 지냈다. 그런데 같은해에 사례교위 한연의 탄핵을 받았고, 형 좌칭과 함께 스스로 목숨을 끊었다.
동생 좌민(左敏)은 진류태수를 지냈는데, 부정부패로 악명을 떨쳤다.

## 출전
- 범엽, 《후한서》
  - 권7 효환제기
  - 권78 환자열전